# 转变格
转变格(缩写：exess)是一种格，表示从某种状态中转变。是只在芬兰语支几种方言中找到的罕见格。它补充了“至/处于/从某状态”的系列，包含转换格、样格和转变格。

## 芬兰语
转变格只存在于萨沃芬兰语和芬兰语东南方言中。以-nta/ntä结尾。:332例如，tärähtäneentä terveeksi=“从发狂到健康”，即从心里病态到心理健康的状态转变。
芬兰语方言一些词中，转变格以方位格的样子出现。它们有些非标准的共性，如takaanta/takanta(从后面，标准芬兰语takaa)、siintä(从那/它或，标准芬兰语siitä).:241–242

## 爱沙尼亚语
以与芬兰语比较时展现的失去首元音的模式，爱沙尼亚语转变格以-nt结尾。例如，tagant=从后面。

## 出版物
- Särkkä, Tauno.  [The exessive case of the Baltic-Finnic languages]. Helsinki: Suomalaisen Kirjallisuuden Seura. 1969 （芬兰语）.

## 阅读更多
- Anhava, Jaakko. . journal.fi. Helsinki: Finnish Scholarly Journals Online. 2015.